# Europapokal der Landesmeister (Handball) 1972/73
Am Europapokal der Landesmeister 1972/23 nahmen 25 Handball-Vereinsmannschaften aus ebenso vielen Ländern teil. Diese qualifizierten sich in der vorangegangenen Saison in ihren Heimatländern für den Europapokal. Bei der 13. Austragung des Wettbewerbs konnte mit MAI Moskau zum ersten Mal eine Mannschaft aus der Sowjetunion den Pokal gewinnen.

## 1. Runde
|                       | Gesamt |                        | Hinspiel | Rückspiel |
| --------------------- | ------ | ---------------------- | -------- | --------- |
| Oppsal IF Oslo        | 26:25  | WKS Śląsk Wrocław      | 16:11    | 10:14     |
| SC Leipzig            | 38:24  | Stella Sports St. Maur | 24:13    | 14:11     |
| IF Stadion Kopenhagen | 31:28  | Fram Reykjavík         | 15:15    | 16:13     |
| Elektromos Budapest   | 29:40  | Lokomotiv Sofia        | 13:12    | 16:28     |
| Helsingfors IFK       | 47:28  | Kyndil Tórshavn        | 25:14    | 22:14     |
| Frisch Auf Göppingen  | 68:18  | CUS Verona             | 38:06    | 30:12     |
| HB Dudelange          | 26:33  | Hapoel Ramat-Gan       | 16:18    | 10:15     |
| HV Sittardia          | 35:27  | BM Granollers          | 17:12    | 18:15     |
| Baník Karviná         | 40:26  | Sporting Lissabon      | 24:11    | 16:15     |

MAI Moskau, Avanti Lebbeke, Steaua Bukarest, ATV Basel, SoIK Hellas, HC Salzburg und Partizan Bjelovar hatten Freilose und zogen direkt in die 2. Runde ein.

## 2. Runde
|                      | Gesamt |                       | Hinspiel | Rückspiel |
| -------------------- | ------ | --------------------- | -------- | --------- |
| MAI Moskau           | 50:26  | Avanti Lebbeke        | 28:12    | 22:14     |
| Steaua Bukarest      | 34:23  | Oppsal IF Oslo        | 21:09    | 13:14     |
| SC Leipzig           | 26:23  | IF Stadion Kopenhagen | 15:12    | 11:11     |
| Helsingfors IFK      | 46:53  | Lokomotiv Sofia       | 24:30    | 22:23     |
| Frisch Auf Göppingen | ??:??  | ATV Basel             | 22:10    | ??:??     |
| Hapoel Ramat-Gan     | ??:??  | SoIK Hellas           | ??:??    | ??:??     |
| HV Sittardia         | 30:25  | HC Salzburg           | 11:07    | 19:18     |
| Baník Karviná        | 29:32  | Partizan Bjelovar     | 16:10    | 13:22     |

## Viertelfinale
|                      | Gesamt |                 | Hinspiel | Rückspiel |
| -------------------- | ------ | --------------- | -------- | --------- |
| MAI Moskau           | 41:31  | Steaua Bukarest | 22:14    | 19:17     |
| Lokomotiv Sofia      | 25:28  | SC Leipzig      | 14:11    | 11:17     |
| Frisch Auf Göppingen | 32:34  | SoIK Hellas     | 19:13    | 13:21     |
| Partizan Bjelovar    | 33:27  | HV Sittardia    | 21:14    | 12:13     |

## Halbfinale
|             | Gesamt |                   | Hinspiel | Rückspiel |
| ----------- | ------ | ----------------- | -------- | --------- |
| SC Leipzig  | 23:28  | MAI Moskau        | 14:11    | 09:17     |
| SoIK Hellas | 33:36  | Partizan Bjelovar | 20:13    | 13:23     |

## Finale
Das Finale wurde in einem Spiel in Dortmund ausgetragen.
|            | Ergebnis |                   |
| ---------- | -------- | ----------------- |
| MAI Moskau | 26:23    | Partizan Bjelovar |

Für Partizan erzielte Albin Vidović 14 Tore.